# Paisaje con figuras
Paisaje con figuras va ser una sèrie de televisió produïda per RTVE dirigida per Mario Camus, amb guions de l'escriptor Antonio Gala. Cadascun dels episodis estava dedicat a un personatge històric espanyol, una figura representativa «en el moment cim de la seva vida», en el paisatge on va succeir.
Es va començar a emetre al febrer de 1976 es va veure suspesa la seva emissió temporalment per ordre del llavors president del govern, Carlos Arias Navarro, a causa de la polèmica que va suscitar un parenostre recitat en basc en el capítol dedicat a Juan Sebastián Elcano. Al novembre del mateix any es va reprendre la seva emissió en Televisió Espanyola.
En 1984 Gal·la va finalitzar els últims guions de la sèrie, la segona temporada de la que s'havia signat cinc anys abans.
La sèrie, llavors completa, es va reposar aquest mateix any i en 1985 l'editorial Espasa-Calpe va publicar els guions originals de la sèrie en la seva col·lecció Seleccions Austral, reunint un total de 39 personatges dividits en dos volums, amb pròleg de Pedro Laín Entralgo.

## Idea i format
Cada capítol se centra en un personatge de la Història d'Espanya, en el moment en què, segons Gala, «els seus actes (···) van deixar petjada o van significar el moment cim de la seva vida». En la presentació de la sèrie, que va fer el propi Gal·la, diu que els personatges tenen en comú «que van estimar a la pàtria, a la vida i a la llibertat», però a més «tots van sofrir el tracte que dona Espanya als seus homes: pitjor quan més grans.» La primera dificultat a la qual es va enfrontar l'autor va ser l'elecció dels personatges; havien de ser significatius i representatius de diferents èpoques, zones geogràfiques i classes socials. Gala va declarar que «volia que allí estiguessin aquests personatges oblidats i mal recordats, espanyols que ens van anar fent així, espanyols. Al mateix temps, es tractava d'arribar el més possible fins als nostres dies».
Gala va situar cadascuna de les seves figures en un paisatge, aquell que va considerar més característic o en el qual va passar a la història. Paisatges espanyols tots, perquè assenyala l'autor que «en el fons, on aquests personatges van estar, estem nosaltres.» En general, hi havia un sol actor, a vegades dos; amb l'objectiu declarat de focalitzar l'atenció en la figura i el paisatge, la resta de personatges «són veus».

## Primera temporada de la sèrie i suspensió
La sèrie va començar a emetre's al febrer de 1976. Després de l'emissió dels episodis dedicats a Francisco Pizarro, Francisco de Quevedo i Juan Sebastián Elcano, el 12 de març de 1976 es va donar la notícia de la suspensió de l'emissió de la sèrie per «ordre governativa», pel que sembla a causa de la inclusió d'un parenostre recitat en basc al capítol dedicat a Elcano. La suspensió, segons recollia dies després la revista Blanco y Negro, va causar «general perplexitat», i era, segons Gala, «una decisió inexplicable i inexplicada que no m'afecta a mi només com a autor, sinó que és un significatiu símptoma descoratjador». Gala publicà un article a la revista Sábado Gráfico on atacava al president del govern, Carlos Arias Navarro, raó la qual li va arribar una ordre de processament per «fets que revesteixen caràcters de delicte contra les Lleis Fonamentals». Pel que sembla, Gala va demanar protecció al llavors Ministre de Governació, Manuel Fraga Iribarne, qui li hauria recomanat que es quedés a casa. Va rebre amenaces de mort i fins i tot va arribar la notícia, aviat desmentida, del seu assassinat a Sábado Gráfico.
L'emissió es reprendria mesos després, ja dimitit Arias Navarro. El dilluns 1 de novembre Paisaje con figuras va tornar a la programació, amb el capítol titulat «El doncel de Sigüenza», dedicat a Martín Vázquez de Arce.

### Episodis
- «Francisco de Pizarro», protagonitzat per Modesto Blanch. Primera emissió l'11 de febrer de 1976.[9]
- «Francisco de Quevedo», interpretat per José María Prada i Carlos Otero, es va emetre el 18 de febrer de 1976.[10]
- «Juan Sebastián Elcano», interpretat per Frederic Pasquale, es va emetre el 25 de febrer de 1976.[11]
- «El doncel de Sigüenza», encarnat per Gonzalo Cañas. La seva emissió, prevista para el dimecres 10 de març de 1976,[12] fou suspesa. Finalment es va emetre l'1 de novembre de 1976.[13]
- «Fray Luis de León», interpretat per Luis Peña, es va emetre el 8 de noviembre de 1976.[14]
- «El Empecinado», dedicat a Juan Martín «el Empecinado», es va emetre el 15 de novembre de 1976.[15]
- «El Marqués de Santillana», interpretat per Antonio Casas, es va emetre el 22 de novembre de 1976.[16]
- «Pedro Romero», dedicat al famós torero, interpretat per Alberto de Mendoza, es va emetre el 6 de desembre de 1976.[17]
- «Mariana Pineda», interpretat per Blanca Estrada,[18] es va emetre el 13 de desembre de 1976.[19]
- «Goya», interpretat per Javier Loyola, es va emetre el 20 de desembre de 1976.[20]
- «El Gran Capitán», dedicat a Gonzalo Fernández de Córdoba, interpretat per Alejandro de Enciso, es va emetre el 3 de gener de 1977.[21]
- «Azahara», dedicat a la favorita del califa Abd-ar-Rahman III, per a qui diu la llegenda va construir Medina Azahara, va ser interpretada per María José Díez i es va emetre el 17 de gener de 1977.[22]
- «El Papa Luna», dedicat a Pedro de Luna, antipapa consagrat a Avinyó com a Benet XIII, interpretat per Roberto Cruz, es va emetre el 24 de gener de 1977.[23]

## Reposició i segona temporada
La segona temporada va constar de 26 episodis. Durant un mes de retir a l'Albaicín de Granada a principis de 1984 Gala va finalitzar els últims set guions de la sèrie, la segona temporada de la qual s'havia signat cinc anys abans. Eren els corresponents al Cardenal Cisneros, Anna d'Àustria, el Greco, el príncep de Viana, Gaspar Melchor de Jovellanos, Antoni Gaudí i Mariano José de Larra.
El juliol del 1984 es va reposar la primera temporada de la sèrie, de cara a l'emissió a la tardor de la segona temporada. En l'edició dels guions, Gala assenyala que en aquesta reposició de la primera temporada es van eliminar els textos de Azahara i de Mariana Pineda.

### Episodis
El 4 d'octubre Antonio Gala va prsentar la nova temporada.
- «Colón», protagonitzat per Iñaki Ayerra, es va emetre l'11 d'octubre de 1984.[25]
- «Juan Belmonte», protagonitzat per Paco Rabal, es va emetre el 18 d'octubre de 1984.[26]
- «Joan de la Creu», protagonitzat per Antonio Llopis, es va emetre el 25 d'octubre de 1984.[27]
- «Concepción Arenal» es va emetre l'1 de novembre de 1984.[28]
- «Murillo», protagonitzat per Ricardo Tundidor, es va emetre el 8 de novembre de 1984.[29]
- «Jorge Manrique», protagonitzat per Eduardo Bea, es va emetre el 15 de novembre de 1984.[30]
- «El Tempranillo», protagonitzat per Carlos Tristancho i Paula Molina, es va emetre el 22 de novembre de 1984.[31]
- «La Calderona», protagonitzat per Carmen Maura i Joaquim Kremel, es va emetre el 29 de novembre de 1984.[32]
- «Berruguete», protagonitzat per Lautaro Murúa i Aurora Pastor, es va emetre el 6 de desembre de 1984.[33]
- «Lope de Vega», protagonitzat per José Lifante, es va emetre el 13 de desembre de 1984.[34]
- «Averroes», es va emetre el 27 de desembre de 1984.[35]
- «Rosalía de Castro», protagonitzat per Ángela Rosal, es va emetre el 3 de gener de 1985.[36]
- «Íñigo de Loyola», protagonitzat per Mario Pardo, es va emetre el 10 de gener de 1985.[37]
- «Antonio Machado», protagonitzat per Fernando Delgado, es va emetre el 17 de gener de 1985.[38]
- «Anna d'Àustria», protagonitzat per Carmen Sainz de la Maza, es va emetre el 24 de gener de 1985.[39]
- «Jovellanos», protagonitzat per Gabriel Llopart, es va emetre el 31 de gener de 1985.[40]
- «Príncep de Viana», protagonitzat per Álex Sila i Julio Núñez, es va emetre el 7 de febrer de 1985.[41]
- «Cabrera», protagonitzat per José Lara, es va emetre el 14 de febrer de 1985.[42]
- «Espartero», protagonitzat per Miguel Picazo, es va emetre el 21 de febrer de 1985.[43]
- «Manuel Torre», es va emetre el 28 de febrer de 1985.[44]
- «Cisneros», protagonitzat per Andrés Mejuto, es va emetre el 7 de març de 1985.[45]
- «Gaudí», protagonitzat per Juan Sala, es va emetre el 21 de març de 1985.[46]
- «Almanzor», protagonitzat per Juan Sola, es va emetre el 28 de març de 1985.[47]
- «Larra», protagonitzat per José Pedro Carrión, es va emetre el 4 d'abril de 1985.[48]
- «El Greco», protagonitzat per Eduardo McGregor, es va emetre l'11 d'abril de 1985.[49]
- «Eugenia de Montijo», protagonitzat per Felicidad Blanc i Mapi Sagaseta, es va emetre el 18 d'abril de 1985.[50]

## Crítica
En general, la sèrie va tenir bona acceptació, lloant-se la «penetració i capacitat de síntesi» de Gala i el seu «intel·ligent ús de la brevetat».
Va haver-hi capítols, com el dedicat a María Calderón, la Calderona, del qual es va lloar tant la labor de la realitzadora, Josefina Molina, com la interpretació de Carmen Maura, qui va gravar l'episodi abans de saltar a la fama mediàtica.
Altres, com el dedicat a Lope de Vega, van ser criticats per l'ús il·lustratiu de la imatge com a suport d'un text excessivament literari i líric per al mitjà televisiu, assenyalant que el recurs de presentar un sol actor que dialoga amb veus en off podia resultar reiteratiu «i fins i tot tediós» per molt bons que fossin els textos.